# 5964 Johnjunkins
5964 Johnjunkins è un asteroide della fascia principale esterna. Scoperto nel 1990, presenta un'orbita caratterizzata da un semiasse maggiore pari a 3,054517 UA e da un'eccentricità di 0,309010, inclinata di 3,395839° rispetto all'eclittica. Ha un diametro di 13,186 km e un'albedo di 0,086.